# Ulfa (Nidda)
Ulfa ist ein Haufendorf in der nördlichen Wetterau und ein Stadtteil von Nidda im hessischen Wetteraukreis.

## Geschichte

### Ortsgeschichte
Funde aus Hügelgräbern lassen den Schluss zu, dass die Gegend um Ulfa bereits zum Ende der Jungsteinzeit besiedelt war.
Die erste bekannte urkundliche Erwähnung des Dorfes „Oloffe“ stammt aus der  Zeit des ersten fuldischen Bischöfe Sturmius und Baugulf von Fulda zwischen 750 und 802. Das Dorf war demnach schon damals existent. Damals lautete der Ortsname auch Olphe oder  Olaffa. „Ol“ bedeutete in der keltischen Sprache  Sumpf und „offe“ bzw. „affa“ = Wasser, Bach oder auch Fluss, d. h. „am Wasser oder Sumpf gelegene Siedlung“. Der Name verrät, dass die erste Siedlung keltischen Ursprungs war und an einem Sumpfgebiet lag. Das Dorf gehörte dem Kloster Fulda, das es als Lehen an die Grafen von Nidda gab.

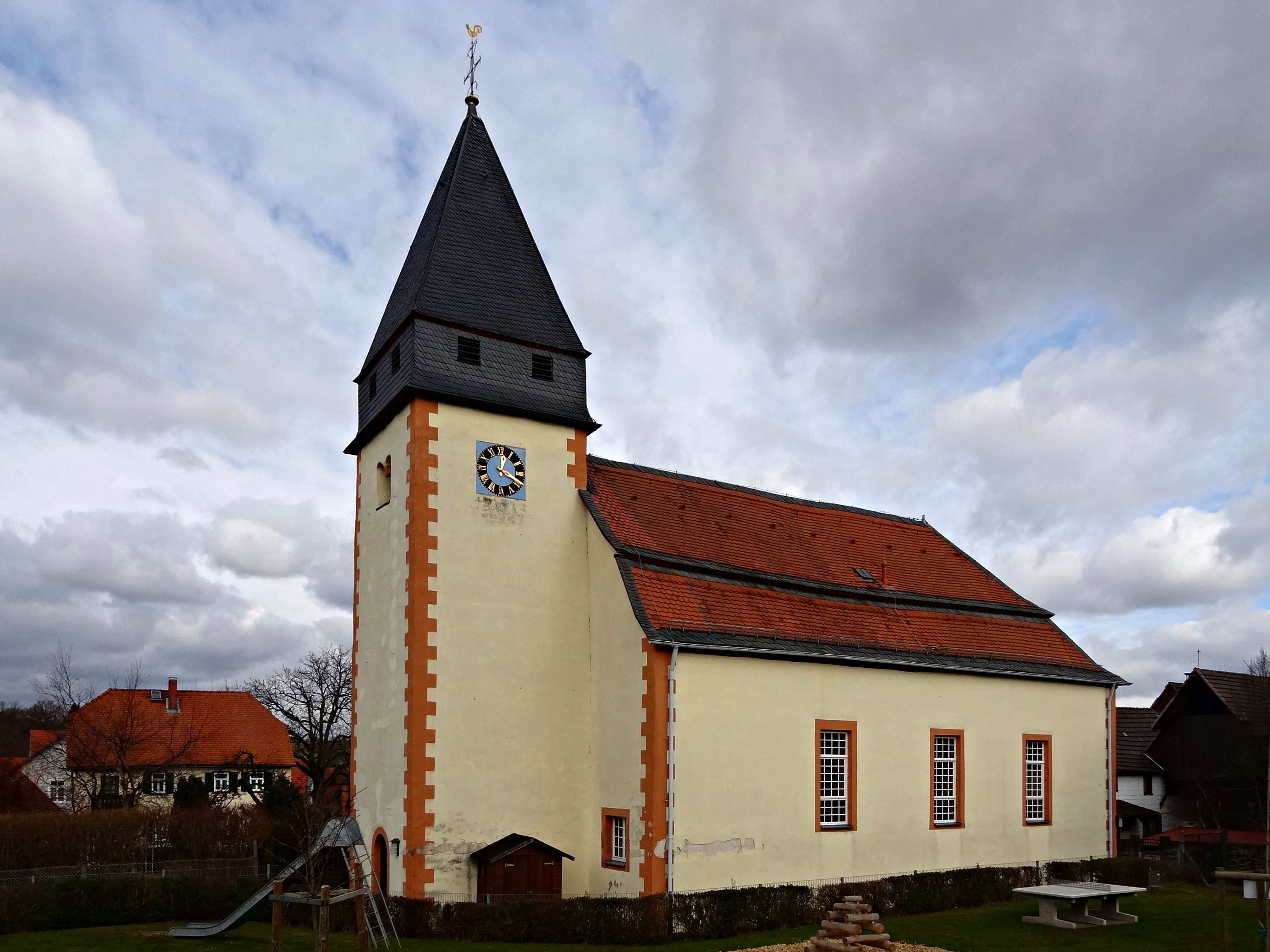
Evangelische Kirche Ulfa aus dem 12. Jahrhundert

Um 1290 wurde Ulfa Gerichtsort. Das Dorf hat bis heute das Recht, Märkte abzuhalten, und ist daher auch ein Marktflecken.
Inmitten des Orts steht die wuchtige, über 800 Jahre alte Evangelische Kirche Ulfa mit ihrem Wehrturm. Darin hängen eine im Jahre 1334 gegossene Glocke und zwei andere, die um 1334 gegossen wurden. Das Dreiergeläut zählt zu den ältesten in Hessen.
Von der östlich des Ortes gelegenen Burg ist heute nichts mehr vorhanden.
Die Statistisch-topographisch-historische Beschreibung des Großherzogthums Hessen berichtet 1830 über Ulfa:
Hessische Gebietsreform (1970–1977)
Im Zuge der Gebietsreform in Hessen fusionierten am 1. Dezember 1970 die bis dahin selbständigen Gemeinden Bad Salzhausen, Borsdorf, Fauerbach bei Nidda, Geiß-Nidda, Harb, Kohden, Michelnau, Ober-Lais, Ober-Schmitten, Ober-Widdersheim, Stornfels, Ulfa, Unter-Schmitten, Wallernhausen und die Stadt Nidda zur neuen Stadt Nidda. Für die ehemals eigenständigen Gemeinden sowie für die Kernstadt Nidda wurden Ortsbezirke mit Ortsbeirat und Ortsvorsteher nach der Hessischen Gemeindeordnung eingerichtet.

### Verwaltungsgeschichte im Überblick
Die folgende Liste zeigt die Staaten und Verwaltungseinheiten, denen Ulfa angehört(e):
- vor 1450: Heiliges Römisches Reich, Grafschaft Nidda, Amt Nidda
- 1450–1495: Erbstreit zwischen der Landgrafschaft Hessen und den Grafen von Hohenlohe
- ab 1450: Heiliges Römisches Reich, Landgrafschaft Hessen, Amt Nidda[10]
- ab 1567: Heiliges Römisches Reich, Landgrafschaft Hessen-Kassel, Amt Stornfels (Söhne der Margarethe von der Saale)[11]
- ab 1584: Heiliges Römisches Reich, Landgrafschaft Hessen-Darmstadt,  Amt Stornfels[12]
- 1787: Heiliges Römisches Reich, Landgrafschaft Hessen-Darmstadt, Amt Schotten und Stornfels, Gericht Ulfa der Freiherren von Pretlack[13]
- ab 1806: Großherzogtum Hessen, Fürstentum Oberhessen, Amt Schotten und Stornfels[14]
- ab 1815: Großherzogtum Hessen, Provinz Oberhessen, Amt Schotten und Stornfels[15]
- ab 1821: Großherzogtum Hessen, Provinz Oberhessen, Landratsbezirk Schotten[Anm. 2]
- ab 1832: Großherzogtum Hessen, Provinz Oberhessen, Kreis Nidda
- ab 1848: Großherzogtum Hessen, Regierungsbezirk Nidda
- ab 1852: Großherzogtum Hessen, Provinz Oberhessen, Kreis Schotten
- ab 1867: Norddeutscher Bund, Großherzogtum Hessen, Provinz Oberhessen, Kreis Schotten
- ab 1871: Deutsches Reich, Großherzogtum Hessen, Provinz Oberhessen, Kreis Schotten
- ab 1918: Deutsches Reich, Volksstaat Hessen, Provinz Oberhessen, Kreis Schotten
- ab 1938: Deutsches Reich, Volksstaat Hessen, Landkreis Büdingen
- ab 1945: Deutsches Reich, Amerikanische Besatzungszone, Groß-Hessen, Regierungsbezirk Darmstadt, Landkreis Büdingen
- ab 1946: Deutsches Reich, Amerikanische Besatzungszone, Hessen, Regierungsbezirk Darmstadt, Landkreis Büdingen
- ab 1949: Bundesrepublik Deutschland, Hessen, Regierungsbezirk Darmstadt, Landkreis Büdingen
- ab 1970: Bundesrepublik Deutschland, Hessen, Regierungsbezirk Darmstadt, Landkreis Büdingen, Stadt Nidda
- ab 1972: Bundesrepublik Deutschland, Hessen, Regierungsbezirk Darmstadt, Wetteraukreis, Stadt Nidda

### Bevölkerung

#### Einwohnerstruktur 2011
Nach den Erhebungen des Zensus 2011 lebten am Stichtag dem 9. Mai 2011 in Ulfa 1200 Einwohner. Darunter waren 12 (1,0 %) Ausländer.
Nach dem Lebensalter waren 195 Einwohner unter 18 Jahren, 429 waren zwischen 18 und 49, 300 zwischen 50 und 64 und 273 Einwohner waren älter. Die Einwohner lebten in 492 Haushalten. Davon 117 Singlehaushalte, 162 Paare ohne Kinder und 163 Paare mit Kindern, sowie 51 Alleinerziehende und 9 Wohngemeinschaften. In 108 Haushalten lebten ausschließlich Senioren/-innen und in 291 Haushaltungen leben keine Senioren/-innen.

#### Einwohnerentwicklung
| • 1791: | 733 Einwohner                        |
| • 1800: | 738 Einwohner                        |
| • 1806: | 843 Einwohner, 160 Häuser            |
| • 1829: | 981 Einwohner, 184 Häuser            |
| • 1867: | 1040 Einwohner, 206 bewohnte Gebäude |
| • 1875: | 1037 Einwohner, 206 bewohnte Gebäude |

| Ulfa: Einwohnerzahlen von 1791 bis 2021 | Ulfa: Einwohnerzahlen von 1791 bis 2021 | Ulfa: Einwohnerzahlen von 1791 bis 2021 | Ulfa: Einwohnerzahlen von 1791 bis 2021 | Ulfa: Einwohnerzahlen von 1791 bis 2021 |
| --- | --------------------------------------- | --------------------------------------- | --------------------------------------- | --------------------------------------- |
| Jahr |                                         |                                         |                                         | Einwohner                               |
| 1791 | 1791                                    |                                         | 733                                     | 733                                     |
| 1800 | 1800                                    |                                         | 738                                     | 738                                     |
| 1806 | 1806                                    |                                         | 843                                     | 843                                     |
| 1829 | 1829                                    |                                         | 981                                     | 981                                     |
| 1834 | 1834                                    |                                         | 979                                     | 979                                     |
| 1840 | 1840                                    |                                         | 1.034                                   | 1.034                                   |
| 1846 | 1846                                    |                                         | 1.124                                   | 1.124                                   |
| 1852 | 1852                                    |                                         | 1.050                                   | 1.050                                   |
| 1858 | 1858                                    |                                         | 1.039                                   | 1.039                                   |
| 1864 | 1864                                    |                                         | 1.057                                   | 1.057                                   |
| 1871 | 1871                                    |                                         | 1.059                                   | 1.059                                   |
| 1875 | 1875                                    |                                         | 1.037                                   | 1.037                                   |
| 1885 | 1885                                    |                                         | 1.042                                   | 1.042                                   |
| 1895 | 1895                                    |                                         | 1.046                                   | 1.046                                   |
| 1905 | 1905                                    |                                         | 1.026                                   | 1.026                                   |
| 1910 | 1910                                    |                                         | 1.049                                   | 1.049                                   |
| 1925 | 1925                                    |                                         | 1.075                                   | 1.075                                   |
| 1939 | 1939                                    |                                         | 1.067                                   | 1.067                                   |
| 1946 | 1946                                    |                                         | 1.484                                   | 1.484                                   |
| 1950 | 1950                                    |                                         | 1.490                                   | 1.490                                   |
| 1956 | 1956                                    |                                         | 1.380                                   | 1.380                                   |
| 1961 | 1961                                    |                                         | 1.316                                   | 1.316                                   |
| 1967 | 1967                                    |                                         | 1.283                                   | 1.283                                   |
| 1970 | 1970                                    |                                         | 1.246                                   | 1.246                                   |
| 1980 | 1980                                    |                                         | ?                                       | ?                                       |
| 1990 | 1990                                    |                                         | ?                                       | ?                                       |
| 1996 | 1996                                    |                                         | 1.379                                   | 1.379                                   |
| 2000 | 2000                                    |                                         | 1.398                                   | 1.398                                   |
| 2006 | 2006                                    |                                         | 1.382                                   | 1.382                                   |
| 2010 | 2010                                    |                                         | 1.278                                   | 1.278                                   |
| 2011 | 2011                                    |                                         | 1.200                                   | 1.200                                   |
| 2016 | 2016                                    |                                         | 1.219                                   | 1.219                                   |
| 2019 | 2019                                    |                                         | 1.180                                   | 1.180                                   |
| 2021 | 2021                                    |                                         | 1.174                                   | 1.174                                   |
| Datenquelle: Historisches Gemeindeverzeichnis für Hessen: Die Bevölkerung der Gemeinden 1834 bis 1967. Wiesbaden: Hessisches Statistisches Landesamt, 1968. Weitere Quellen: LAGIS; Stadt Nidda |                                         |                                         |                                         |                                         |

#### Historische Religionszugehörigkeit
| • 1829: | 0980 evangelische, ein katholischer Einwohner                          |
| • 1961: | 1177 evangelische (= 89,44 %) und 131 katholische (= 9,95 %) Einwohner |

## Politik
Ortsvorsteher ist Christian Döll (Stand April 2024).

## Kultur und Sehenswürdigkeiten

### Kulturdenkmäler
Siehe Liste der Kulturdenkmäler in Ulfa

### Museum
Oberhessisches Weihnachtskrippen-Museum

## Wirtschaft und Infrastruktur
Den öffentlichen Personennahverkehr stellt die Regionalverkehr Kurhessen GmbH sicher. Im Ort gibt es den Kindergarten Kinderburg, ein Bürgerhaus, ein Jugendzentrum, einen Sportplatz und eine Grundschule.